# Тревер Камілла Василівна
Тревер Камілла Василівна (25 січня 1892, Санкт-Петербург — 11 листопада 1974, Ленінград) — російський історик і мистецтвознавець, член-кореспондент АН СРСР з 1943 року. Автор досліджень з історії, культури й мистецтва Середньої Азії, Закавказзя та Ірану.

## Біографія
Камілла Василівна Тревер народилася в Санкт-Петербурзі в 1892 році. 1902 року вступила у відому німецьку школу St.Petri-Schule, яку закінчила 1907 року. Після закінчення школи вступила на історичне відділення Бестужевських курсів, де навчалась до 1914 року у всесвітньо відомих викладачів, таких як професор Ф. Ф. Зелінський, професор І. М. Гревса та інших, які не лише читали лекції, але й здійснювали зі своїм студентами подорожі в Крим, Бухару, Педжент та інших місцях, що мають яскраве історичне минуле.
З 1913 року вона вже працювала в Археологічній комісії, займаючись вивченням і описом ольвійських старожитностей. У 1914 році Тревер екстерном здала державний іспити за курс історико-філософського факультету Петербурзького університету. З 1919 року почала працювати асистентом Російської академії історії матеріальної культури (сучасний Інститут археології РАН). Того ж року поступила на роботу в Ермітаж і до 1926 року працювала зберігачем Строганівського палацу, який був філією Ермітажу.
У цей же період часу Камілла Тревер разом з групою однокурсниць за Бестужевськими курсами, організовує танцювальну групу під назвою «Гептахор» (Семеро танцюючих у перекладі з давньогрецької). З 1918 року Стефаніда Руднєва — керівник, Наталія Енман, Катерина Цінзерлінг, Юлія Тихомирова, Ільза і Камілла Тревер, Наталія Педькова почали давати публічні виступи в містах Росії. З приходом НЕПу в 1922 році «Гептахор» зареєстрований як приватне підприємство. У 1920-ті роки «Гептахор» став найкращим в СРСР ансамблем, які розвивали принципи вільного танцю Айседори Дункан. Як визнання 1927 року танцювальна група «Гептахор» отримала статус Державної студії музичного руху.
1922 року Тревер почала займатися історією і мистецтвом Сходу, прослухала курси лекцій В. В. Бартольда, Й. А. Орбелі, С. Ф. Ольденбурга, А. А. Фрейман. 1926 року Тревер стала доцентом кафедри іраністики Ленінградського державного університету, а в 1928 — асистентом професора Орбелі з перетворення відділу Сходу Ермітажу на найбільший центр сходознавства. Чудова освіта, володіння європейськими, класичними та східними мовами і широка ерудиція втягнули Тревер в коло інтересів античного світу та стародавнього Сходу.
1939 Тревер присвоєно ступінь доктора історичних наук. Під час  Німецько-радянської війни вона працювала в Ташкенті в Інституті мов, літератури та мистецтва. Потім в Узбецькій філії АН СРСР (1941—1943), і в Єревані в Інституті історії АН Вірменської РСР (1943—1945). У 1943 році обрана членом-кореспондентом АН СРСР.

## Наукова спадщина
Тревер написала понад сто наукових статей і книг з античної історії, літератури, історії культури Сходу; з археології, історії та мистецтва Кавказу, Середньої Азії та Ірану. Вона досліджувала проблему взаємодії і взаємовпливу еллінської та східної культур.
Каміллі Тревер належить теорія про існування в Бактрії після завоювання її Александром Македонським самобутнього мистецтва, яке поєднувало місцеві і грецькі елементи.
Основні праці
- Мраморные скульптуры из Ольвии // ИАК. 1914. Вып. 54. С. 47-64. 3 л. ил.
- Сасанидский Иран и Шах-наме // Фердовси. 934—1934. Л., 1934. С. 177—196.
- Terracottas from Afrasiab. M.; L., 1934. 52 c. 14 л. ил. (Bull. of the State Acad. for history of material culture; Fasc. 93). Библиогр.: 26 назв.
- Портреты царей и правителей Греко-Бактрийского царства (250—126 г. до н. э.) // Выставка портрета. Вып. 1. Л., 1937. С. 13-18. 1 л. ил.
- тражение в искусстве дуалистической концепции зороастризма // ТОВЭ. 1939. Т. I. С. 243—254. 6 л. ил.
- Памятники греко-бактрийского искусства. Гос. Эрмитаж. М.; Л.; Изд-во АН СССР, 1940. 180 с. 50 л., ил. (Памятники культуры и искусства в собрании Эрмитажа. Вып. 1). Библиогр.: с. 164—166.

Эрмитаж. Общий путеводитель. Вып. 1. Л., 1940. 156 с, 18 л. ил.
- Александр Македонский в Согде, «Вопросы истории», 1947, № 5.
- Согд и Бактрия при селевкидах // История народов Узбекистана. Ташкент, 1950; Т. I. Ч. 3. Гл. 1. С. 85-89.
- Греко-Бактрийское царство // История народов Узбекистана. Ташкент, 1950. Т. I. Ч. 3. Гл. 2. С. 90-100.
- Низвержение греко-македонского владычества // История народов Узбекистана. Ташкент. 1950. Т. I. Ч. 3. Гл. 3. С. 101—103.
- Борьба Согда против Александра Македонского (329—327 гг. до н. э.) // История Узбекской ССР: Ташкент, 1967. Т. 1. Ч. 1. Гл. 2. С. 90-108.
- Греко-Бактрийское царство // История Узбекской ССР. Ташкент, 1967. Т. 1. Ч. 2. Гл. 3. С. 109—123.

## Нагороди і звання
- Орден Леніна (1956)
- Іранський орден «За наукові заслуги» (1935)
- Орден «Знак Пошани» (1945)
- Почесна грамота Верховної Ради РРФСР (1956)
- Заслужений діяч науки Узбецької РСР (1943)